# Giuseppe Primavera
Giuseppe Primavera (Prato Carnico, 30 ottobre 1917 – Roma, 4 gennaio 1998) è stato uno scacchista italiano.

## Biografia

### Carriera scacchistica
Ottenne il titolo di Maestro nel Campionato italiano del 1948 a Firenze, dove si classificò pari primo con Vincenzo Castaldi, dal quale fu però battuto nello spareggio.
Altri notevoli risultati furono il secondo posto con Porreca nel torneo di Roma 1946 (vinto da Enrico Paoli), il secondo posto al campionato ENAL del 1952, terzo a Firenze 1953, pari primo con Anthony Santasiere a Milano nel 1953, terzo-quarto con Mario Napolitano a Trieste nel 1954.
Vinse sei volte il campionato italiano a squadre: nel 1959 a Lerici con l'Accademia Romana Scacchi; nel 1963 a Imperia, nel 1964 a Genova e nel 1966 a Monticelli Terme col Dopolavoro Dipendenti Comunali di Roma; nel 1971 ad Asiago e nel 1973 a Tivoli con l'Accademia Scacchistica Romana.
Nel 1973 fondò l'AMIS (Associazione Maestri Italiani di Scacchi) con Zichichi, Tatai, Bonfioli e il figlio Roberto, e ne fu il primo presidente.
Nello stesso anno fondò e diresse la rivista mensile Tutto Scacchi, nata sull'onda del match Fischer-Spassky del 1972, di cui uscirono in edicola 13 numeri dal maggio 1973 al maggio 1974, ultimo della rivista.

## Alcune partite notevoli
- Giustolisi - Primavera, Campionato italiano, Venezia 1948,  Inglese A22
- Primavera - Monticelli, Campionato italiano, Venezia 1948,  Attacco Torre A46
- Paoli - Primavera, Campionato italiano 1953,  Siciliana Najdorf B93
- Fairhurst - Primavera, Olimpiadi di Monaco 1958,  Est-indiana E61